# Hells Angels on Wheels
Hells Angels on Wheels es una película estadounidense del género road movie de 1967, dirigida por Richard Rush y protagonizada por Jack Nicholson.

## Argumento
Poet (Jack Nicholson) es un malhumorado empleado en una gasolinera que está buscando más emoción en su vida. Cuando una banda de motociclistas entra rugiendo a través de la ciudad, Poet intrigado, los sigue y ayuda a los Hell's Angels en una lucha en un bar. 
Buddy (Adam Roarke) uno de los líderes, invita a Poet a unirse a ellos. 
Pronto Poet andará con ellos y vivirá su estilo de vida violento y libertino. 
Pero Poet comienza a cansarse de esta vida desarraigada y Buddy se enfrentará con él cuando se entere de que ambos están interesados en la misma mujer. 

## Reparto
- Adam Roarke	 ...	Buddy
- Jack Nicholson	 ...	Poet
- Sabrina Scharf	 ...	Shill
- Jana Taylor	 ...	Abigale
- Richard Anders	 ...	Bull
- John Garwood	 ...	Jocko
- Mireille Machu	 ...	Pearl (as I.J. Jefferson)
- James Oliver	 ...	Darrell 'Gypsy' Whitman
- Jack Starrett	 ...	Sgt. Bingham